# Yvignac-la-Tour
Yvignac-la-Tour (bret. Ivinieg) – miejscowość i gmina we Francji, w regionie Bretania, w departamencie Côtes-d’Armor.
Według danych na rok 1990 gminę zamieszkiwało 1065 osób, a gęstość zaludnienia wynosiła 30 osób/km² (wśród 1269 gmin Bretanii Yvignac-la-Tour plasuje się na 554. miejscu pod względem liczby ludności, natomiast pod względem powierzchni na miejscu 191.).